# AstroParticule et Cosmologie
Pour les articles homonymes, voir APC.
AstroParticule et Cosmologie (APC) est une unité mixte de recherche (UMR 7164) de physique des particules et d'astrophysique appartenant à Université Paris-Cité, au Centre national de la recherche scientifique, au Commissariat à l'énergie atomique et à l'Observatoire de Paris. Créée en 2006 par Pierre Binétruy, de 2014 à 2017, elle était dirigée par Stavros Katsanevas, puis par Sotiris Loucatos, et depuis juillet 2018 par Antoine Kouchner.

## Thématiques
Les thématiques de recherche du laboratoire se concentrent autour de quatre domaines principaux de la physique des astroparticules : cosmologie et gravitation, astrophysique de haute énergie et neutrinos.

## Liste partielle des directeurs
| Identité                          | Période | Période | Durée |
| Identité                          | Début   | Fin     | Durée |
| --------------------------------- | ------- | ------- | ----- |
| Stavros Katsanevas (1953 - 2022)  | 2014    | 2017    | 3 ans |
| Sotiris Loucatos (d)              | 2017    | 2018    | 1 an  |
| Antoine Kouchner (d) (né en 1975) | 2018    |         |       |